# IC 1708
IC 1708 ist die Bezeichnung eines offenen Sternhaufens im Sternbild Kleine Wasserschlange. 